# 14400 Baudot
14400 Baudot (1990 WO4) là một tiểu hành tinh vành đai chính được phát hiện ngày 16 tháng 11 năm 1990 bởi E. W. Elst ở Đài thiên văn Nam Âu.